# Marco Presta
Marco Presta (né le 11 novembre 1961 à Rome) est un acteur et un animateur de télévision et de radio italien. 

## Biographie
Marco Presta anime avec Antonello Dose depuis 1995 Il ruggito del coniglio (it), une émission radiophonique matinale populaire diffusée quotidiennement sur Rai Radio 2.
Il a animé Giochi senza frontiere, la version italienne de Jeux sans frontières.